# 無量寺 (千葉市)
無量寺（むりょうじ）は、千葉県千葉市美浜区幕張西にある浄土真宗本願寺派の寺院。本尊は阿弥陀如来。1990年（平成2年）に築地本願寺幕張布教所として開設された。千葉市美浜区は全域が埋め立てによって造成された地域(海浜ニュータウン)である事もあり、当地区で唯一の仏教寺院となっている。
新型コロナウイルスの感染拡大に伴い、2020年（令和2年）5月にLINEのビデオ通話機能を利用したオンライン法要のサービスを開始した。

## 交通
- 「浜田緑地」バス停から徒歩約2分[4]